# Walter Nausch
Walter Nausch (Vienna, 5 febbraio 1907 – Obertraun, 11 luglio 1957) è stato un allenatore di calcio e calciatore austriaco, di ruolo centrocampista.

## Carriera
Da calciatore fu uno dei perni del famoso Wunderteam e vinse per due volte la Coppa Mitropa (1933, 1936); da allenatore guidò nel 1954 la Nazionale austriaca al terzo posto ai Mondiali.

## Palmarès

### Giocatore

#### Competizioni nazionali
- Campionato austriaco: 1

Austria Vienna: 1923-1924
- Coppa d'Austria: 5

Austria Vienna: 1923-1924, 1924-1925, 1932-1933, 1934-1935, 1935-1936

#### Competizioni internazionali
- Coppa dell'Europa Centrale: 2

FK Austria: 1933, 1936